# Ronald J. Glasser
Ronald Joel Glasser (* 31. Mai 1939 in Chicago, Illinois; † 26. August 2022 in St. Louis Park, Minnesota) war ein US-amerikanischer Arzt und Autor. Er ist vor allem für sein Buch 365 Days („365 Tage“) bekannt (deutsch unter dem Titel: Muß ich sterben, Doktor?), mit Aufzeichnungen von seiner Dienstreise als Arzt der US-Armee während des Vietnamkrieges. Das Buch ist dem Gedächtnis von Stephen Crane gewidmet.
Das 1971 veröffentlichte Buch wurde zum Bestseller. Es wurde unter anderem in der New York Times besprochen. und in viele Sprachen übersetzt.
Im Juni 2006 veröffentlichte Glasser sein siebtes Buch Wounded: Vietnam to Iraq („Verwundet: Vietnam bis Irak“). In seinem Vorwort schreibt er:

„"These stories are true. I was part of some of them; the rest belonged to others. What was so troubling was not what I saw or heard, but that it all kept happening again and again... As for me, none of this was written out of pique or anger, but to give those caught up in this terrible enterprise something all their own, something they could give to others and say, 'this is what happened.'" / dt.: Diese Geschichten sind wahr. Ich war Teil einiger von ihnen; der Rest gehörte anderen. Was so beunruhigend war, war nicht das, was ich sah oder hörte, sondern dass alles immer wieder passierte ... Was mich betrifft, wurde nichts davon aus Groll oder Wut geschrieben, sondern um denjenigen, die in dieses schreckliche Unternehmen verwickelt waren, etwas ganz Eigenes zu geben, etwas, das sie anderen geben und sagen könnten: "Das ist passiert."“

Glasser starb im August 2022 in einem Heim für Armeeveteranen in St. Louis Park im Alter von 83 Jahren an den Folgen seiner Demenz.

## Publikationen
- 365 Days (1971). G. Braziller. ISBN 0-8076-0615-4.
  - deutsche Übersetzung: Muß ich sterben, Doktor? Aus dem Amerikanischen von Isabella Nadolny. Edition Praeger, München, Wien, Zürich 1972.
- Ward 402 (1973) G. Braziller. ISBN 0-671-80389-1.
- The Body Is the Hero. Random House (New York, NY), 1976.
- The Greatest Battle. Random House (New York, NY), 1976.
- Another War, Another Place: A Novel. Summit Books, 1985.
- The Light in the Skull: An Odyssey of Medical Discovery. Faber & Faber (Boston, MA), 1997.
- Wounded: Vietnam to Iraq (2006). G. Braziller. ISBN 0-8076-1571-4.